# Linha Yurakucho (Metro de Tóquio)
A Linha Yūrakuchō (東京地下鉄有楽町線, Tōkyō Chikatetsu Yūrakuchō-sen) é uma linha do Metrô de Tóquio no Japão operada pela rede Tokyo Metro. Ela liga a estação de Wakōshi à estação de Shin-Kiba. Com uma extensão de 28.3 km, ela parte da cidade de Wako e depois atravessa Tóquio do noroeste ao sudeste passando distritos de Itabashi, Nerima, Toshima, Bunkyo, Shinjuku, Chiyoda, Chuo e Koto. É também conhecida como Linha 8. Nos mapas, a linha é de cor amarela e identificada pela letra Y.

## História
A primeira seção da linha Yurakucho foi inaugurada no dia 30 de outubro de 1974 entre Ikebukuro e Ginza-itchome. A linha foi então prolongada em diversas etapas entre 1980 e 1988 para chegar a Wakōshi e Shin-Kiba, seus terminais atuais.

## Interconexões
A linha é interconectada a Wakōshi com a linha Tōjō da empresa Tōbu e a Kotake-Mukaihara com a linha Yurakucho da companhia Seibu. Além disso, uma conexão existe em Sakuradamon com a linha Chiyoda para permitir ao serviço Bay Resort  de provenir de Hon-Atsugi na linha Odakyū Odawara até a estação de Shin-Kiba.

## Estações
A linha inclui 24 estações, identificadas de Y-01 a Y-24.
| Número | Estação             | Nome japonês | Distância (km) | Correspondências                                                                                               | Cidade         | Cidade  |
| ------ | ------------------- | ------------ | -------------- | --- | -------------- | ------- |
| Y-01   | Wakōshi             | 和光市       | 0              | Tokyo Metro : Fukutoshin Tōbu : Tōjō (interconexão)                                                            | Wako (Saitama) | Saitama |
| Y-02   | Chikatetsu-Narimasu | 地下鉄成増   | 2,2            | Tokyo Metro : Fukutoshin                                                                                       | Itabashi       | Tóquio  |
| Y-03   | Chikatetsu-Akatsuka | 地下鉄赤塚   | 3,6            | Tokyo Metro : Fukutoshin                                                                                       | Nerima         | Tóquio  |
| Y-04   | Heiwadai            | 平和台       | 5,4            | Tokyo Metro : Fukutoshin                                                                                       | Nerima         | Tóquio  |
| Y-05   | Hikawadai           | 氷川台       | 6,8            | Tokyo Metro : Fukutoshin                                                                                       | Nerima         | Tóquio  |
| Y-06   | Kotake-Mukaihara    | 小竹向原     | 8,3            | Tokyo Metro : Fukutoshin Seibu : Yūrakuchō (interconexão)                                                      | Nerima         | Tóquio  |
| Y-07   | Senkawa             | 千川         | 9,3            | Tokyo Metro : Fukutoshin                                                                                       | Toshima        | Tóquio  |
| Y-08   | Kanamechō           | 要町         | 10,3           | Tokyo Metro : Fukutoshin                                                                                       | Toshima        | Tóquio  |
| Y-09   | Ikebukuro           | 池袋         | 11,5           | Tokyo Metro : Marunouchi, Fukutoshin JR East : Saikyō, Shōnan-Shinjuku, Yamanote Seibu : Ikebukuro Tōbu : Tōjō | Toshima        | Tóquio  |
| Y-10   | Higashi-Ikebukuro   | 東池袋       | 12,4           | Toei : Toden Arakawa (a Higashi-Ikebukuro-yon-chōme)                                                           | Toshima        | Tóquio  |
| Y-11   | Gokokuji            | 護国寺       | 13,5           | | Bunkyo         | Tóquio  |
| Y-12   | Edogawabashi        | 江戸川橋     | 14,8           | | Bunkyo         | Tóquio  |
| Y-13   | Iidabashi           | 飯田橋       | 16,4           | Tokyo Metro : Namboku, Tozai Toei : Oedo JR East : Chūō-Sōbu                                                   | Shinjuku       | Tóquio  |
| Y-14   | Ichigaya            | 市ヶ谷       | 17,5           | Tokyo Metro : Namboku Toei : Shinjuku JR East : Chūō-Sōbu                                                      | Chiyoda        | Tóquio  |
| Y-15   | Kōjimachi           | 明治神宮前   | 18,4           | | Chiyoda        | Tóquio  |
| Y-16   | Nagatachō           | 永田町       | 19,3           | Tokyo Metro : Ginza (a Akasaka-mitsuke), Marunouchi (a Akasaka-mitsuke), Hanzomon, Namboku                     | Chiyoda        | Tóquio  |
| Y-17   | Sakuradamon         | 桜田門       | 20,2           | | Chiyoda        | Tóquio  |
| Y-18   | Yūrakuchō           | 有楽町       | 21,2           | Tokyo Metro : Chiyoda (a Hibiya), Hibiya (a Hibiya) Toei : Mita (a Hibiya) JR East : Keihin-Tōhoku, Yamanote   | Chiyoda        | Tóquio  |
| Y-19   | Ginza-itchōme       | 銀座一丁目   | 21,7           | | Chuo           | Tóquio  |
| Y-20   | Shintomichō         | 新富町       | 22,4           | | Chuo           | Tóquio  |
| Y-21   | Tsukishima          | 月島         | 23,7           | Toei : Oedo | Chuo           | Tóquio  |
| Y-22   | Toyosu              | 豊洲         | 25,1           | Yurikamome | Koto (Tóquio)  | Tóquio  |
| Y-23   | Tatsumi             | 辰巳         | 26,8           | | Koto (Tóquio)  | Tóquio  |
| Y-24   | Shin-Kiba           | 新木場       | 28,3           | JR East : Keiyō Tokyo Waterfront Area Rapid Transit : Rinkai                                                   | Koto (Tóquio)  | Tóquio  |